# Charleston (Utah)
Charleston és una població dels Estats Units a l'estat de Utah. Segons el cens del 2000 tenia 378 habitants.

## Demografia
Segons el cens del 2000, Charleston tenia 378 habitants, 120 habitatges, i 101 famílies. La densitat de població era de 86,9 habitants per km².
Dels 120 habitatges en un 48,3% hi vivien nens de menys de 18 anys, en un 75% hi vivien parelles casades, en un 7,5% dones solteres, i en un 15,8% no eren unitats familiars. En el 12,5% dels habitatges hi vivien persones soles el 4,2% de les quals corresponia a persones de 65 anys o més que vivien soles. El nombre mitjà de persones vivint en cada habitatge era de 3,15 i el nombre mitjà de persones que vivien en cada família era de 3,49.
Per edats la població es repartia de la següent manera: un 33,9% tenia menys de 18 anys, un 7,7% entre 18 i 24, un 23,5% entre 25 i 44, un 24,1% de 45 a 60 i un 10,8% 65 anys o més.
L'edat mediana era de 37 anys. Per cada 100 dones de 18 o més anys hi havia 96,9 homes.
La renda mediana per habitatge era de 42.813 $ i la renda mediana per família de 44.063 $. Els homes tenien una renda mediana de 40.125 $ mentre que les dones 24.167 $. La renda per capita de la població era de 21.836 $. Entorn del 2,2% de les famílies i el 3,1% de la població estaven per davall del llindar de pobresa.

## Poblacions més properes
El següent diagrama mostra les poblacions més properes.